# Фаршированные шампиньоны
Фаршированные шампиньоны — грибное блюдо в некоторых европейских кухнях. Сервируется в качестве гарнира к мясным блюдам или закуски.
В классическом рецепте от Огюста Эскофье шляпки шампиньонов среднего размера, сбрызнутые растительным маслом, предварительно подсушивают на противне в духовом шкафу и затем начиняют соусом на основе дюкселя, смешанным с хлебной крошкой. Перед запеканием шампиньоны посыпают панировочными сухарями и добавляют несколько капель топлёного сливочного масла. Помимо грибной начинки в различных вариациях, в том числе с добавлением тёртого сыра, для фарширования шампиньонов применяется куриный фарш.